# Pirometrie
Pirometria este o metodă de măsurare fără contact a temperaturii unui obiect, prin măsurarea radiației electromagnetice și emisivității. Aparatul care măsoară temperatura prin intermediul pirometriei este numit pirometru.

## Aplicații
Pirometrele sunt utilizate în variate aplicații, pentru controlul temperaturii corpului uman, pentru aplicații industriale precum fabricarea metalelor și semiconductorilor.